# Dephomys
Dephomys är ett släkte av däggdjur som ingår i familjen råttdjur. Olika auktoriteter behandlar antingen släktet som monotypiskt, eller också delas det upp i två arter.

## Utseende
Dessa gnagare når en kroppslängd (huvud och bål) på 11–15 cm, har en svanslängd på 17,5–22 cm och en vikt på 30–60 gram. På ryggen är pälsen brun med röd ton, sidorna är något ljusare och buken är vitaktig. Arterna har spetsig nos och nästan nakna öron.

## Utbredning
Dephomys förekommer i västra Afrika, från Sierra Leone till Ghana. 

## Ekologi
De lever i tropiska skogar och föredrar våtmarker. Individerna går på marken och klättrar i växtligheten.
Dessa råttdjur är nattaktiva och äter främst frukt och insekter. Som dräktiga bär honorna ofta två till tre ungar.

## Systematik
Släktet omfattar två arter, eller behandlas som en art på två underarter: och Wilson & Reeder (2005)
- Dephomys defua
- Dephomys eburnea

## Status och hot
IUCN klassificerar Dephomys eburneae som underart till Dephomys defua och listar hela taxonet som livskraftig (LC).